# Губарєв Дмитро Валерійович
Дмитро Валерійович Губарєв — солдат окремого загону спеціального призначення НГУ «Азов» Національної гвардії України, учасник російсько-української війни, що загинув у ході російського вторгнення в Україну в 2022 році.

## Життєпис
Дмитро Губарєв народився 1992 року. Після закінчення загальноосвітньої школи навчався на філософському факультеті Київського національного університету імені Тараса Шевченка: отримав бакалаврський та магістерський дипломи. Грав на багатьох музичних інструментах, займався єдиноборствами та спортом. В період з 2012 по 2014 рік долучився до створення гурту Patsanoth, був співзасновником гурту Squtigera, де грав на електрогітарі та писав музику. Після закінчення ЗВО працював на посаді спеціаліста І категорії відділу контролю за благоустроєм Голосіївської районної в місті Києві державної адміністрації. Потім реалізоував власний проєкт в галузі реклами та маркетингу. Ще напередодні повномасштабного російського вторгнення в Україну пішов добровольцем до окремого загону спеціального призначення НГУ «Азов» Національної гвардії України. З перших днів війни разом з азовцями перебував на передовій, став на захист Маріуполя. 22 березня повідомив, що його розрахунок знищив ворожий катер. Останні тижні до смерті Дмитро Губарєв, як військовий медик, евакуював поранених і цивільних з Азовсталі. Дмитро Губарєв загинув 15 квітня 2022 року, при обороні Маріуполя, на заводі «Азовсталь». Церемонія прощання з Дмитром Губарєвим відбулася 1 вересня 2022 року в Київському крематорії. Церемонію, окрім рідних та друзів, супроводжували представники Патронатної служби «Азову».

## Родина
У загиблого залишилися батько Валерій, мама Ірина та сестра Олександра.

## Ушанування пам'яті
На засіданні Вченої ради філософському факультеті Київського національного університету імені Тараса Шевченка прийняли рішення про відкриття іменної аудиторії на честь загиблого випускника факультету Дмитра Губарєва. За підтримки адміністрації університету 15 червня 2022 року відбулося відкриття цієї аудиторії.

## Нагороди
- Орден «За мужність» III ступеня (2022, посмертно) — за особисту мужність і самовіддані дії, виявлені у захисті державного суверенітету та територіальної цілісності України, вірність військовій присязі[7]